# 7.7×58mm有坂子彈
7.7×58mm有坂子彈嚴格來說是指九九式步槍彈，是1937年日本帝國陸軍基於中國戰場上6.5×50mm有坂子彈威力不足並參考了中國士兵使用的德式毛瑟彈而設計的子彈，1939年（日本紀元2599年）面世，故名九九式步槍彈，其尺寸是7.7×58毫米，是一種無突緣子彈，其發射火藥是火藥棉。

## 使用槍械
- 九九式步槍
- 九九式輕機槍
- 一式重機槍
- 四式步槍

## 廣義的有坂彈
除了九九式子弹之外，日本陆軍還有另一種7.7×58mmSR（SR代表半突緣）子彈，就是於1932年（日本紀元2592年）面世的九二式重機槍彈，此種子彈早已用於九二式重機槍，但九二式使用的子彈是半突緣式，与九九式子彈除了在一式重機槍之外就不可互用。

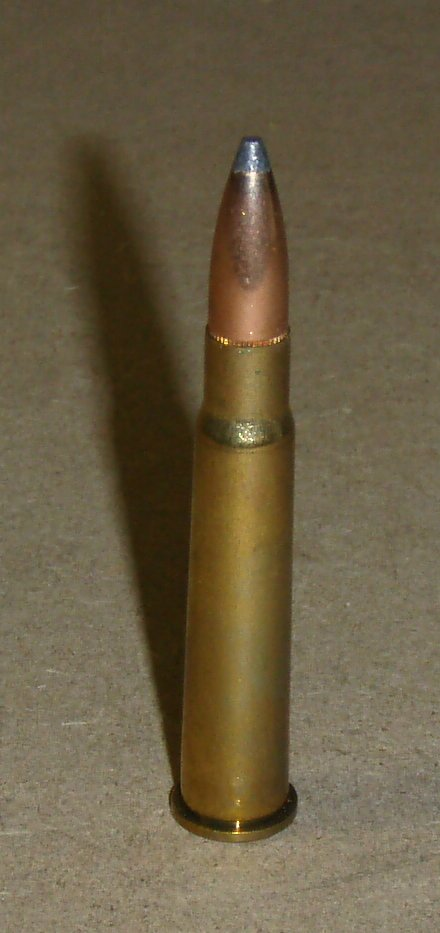
旧日本海軍九二式機槍彈是英式.303彈的仿製品

日本本土還有另一種仿製英式.303彈的7.7毫米口徑九二式子彈，稱為7.7×56mmR（R代表Rimmed突緣）。用於海軍艦載機裝備的九二式防衛機槍和九七式機槍，与陆军九二式和九九式不能通用。不过在菲律宾拒绝投降打了三十年游击的陆军少尉小野田宽郎将海军九二式子弹手工磨掉突缘后也可勉强用于九九式步枪。
如是者日本兵工廠要同時生產三種同為7.7毫米口徑但又不能互用的子彈，這在生產和使用上都造成不便甚至浪費資源，產生此種奇怪的狀況的原因主要是因為日軍內部陸軍和海軍嚴重的軍種對立所致。

## 使用國家
- 日本

生產國。
- 中華民國

戰場上擄獲或戰後賠償。
- 中华人民共和国

戰場上擄獲或戰後接收自關東軍和中華民國國軍。

## 註腳
- 二戰步兵武器，星光出版社，ISBN957-677-250-8
- 抗戰中國軍隊輕武器史料，火器堂堂主，輕兵器雜誌社，ISSN1000-8810

## 相關條目

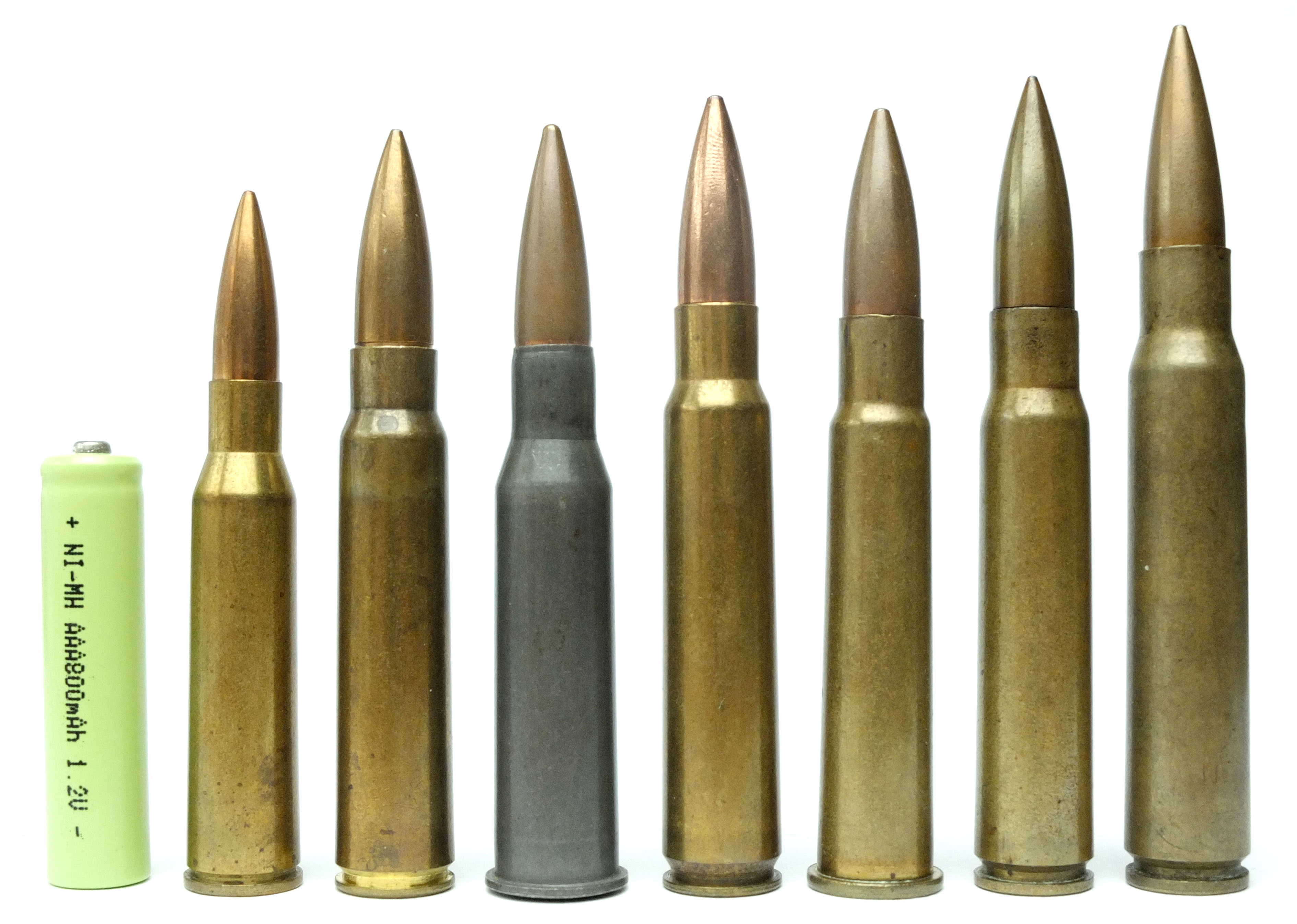
二次大戰時全要參戰國用步槍子彈，由左至右分別是：
6.5×50mm有坂子彈（日本）、7.65x53mm子彈（阿根廷/比利時）、7.62x54mmR子彈（蘇聯/俄羅斯）、7.7x58mm有坂子彈（日本）、.303子彈（英國）、7.92x57mm毛瑟子彈（德國/中國）、.30-06子彈（美國）